# Ахмад-шах IV
 Ахмад-Віра-шах IV (урду احمد شاہ بہمنی دوئم; д/н — 15 грудня 1520) — султан держави Бахмані у 1518—1520 роках.

## Життєпис
Старший син султана Махмуд-шаха. Відомостей про нього обмаль. 1497 року був заручений з донькою Юсуф Аділ-шаха, султана Біджапуру. 1518 року після смерті батька успадкував титул султана Бахмані. Втім ще його батько з 1490 року фактично втратив владу на користь роду Барід-ханів.
Управління здійснював вакіль (перший міністр) Амір Барід-хан. Втім останній 1520 року повалив Ахмад-шаха IV, запідозривши того у спробі отримати реальну владу. На трон було поставлено його брата (за іншими відомостями сина) Мухаммад-шаха IV, але той протримався лише декілька років. Амір Барід-хан змінив ще 2 номінальних султанів, коли нарешті ліквідував державу Бахмані, оголосивши утворення Бідарського султанату.